# Arthur J. Nascarella
Arthur J. Nascarella (18 de noviembre de 1944) es un actor de cine y televisión estadounidense. Ha aparecido en varias películas, más a menudo interpretando mafiosos o policías. Sus papeles más notables incluyen un policía corrupto en Cop Land (1997), el hipócrita capitán de una ambulacia en Bringing Out the Dead (1999) y el jefe de un casino en The Cooler; también ha trabajado en Who Do I Gotta Kill? (1994), He Got Game (1998), Enemy of the State (1998), Happiness (1998)  y World Trade Center (2006).
Ha interpretado notablemente al mafioso Carlo Gervasi en la serie Los Soprano.
Antes de dedicarse a la actuación, Nascarella fue integrante del Departamento de Policía de Nueva York. Además sirvió durante ocho años en el Cuerpo de Marines de los Estados Unidos.
Sus padres eran estadounidenses de origen italiano.